# 왜 사람들은 싸우는가
⟪왜 사람들은 싸우는가⟫는 제1차 대전 당시 강연을 바탕으로 버트런드 러셀이 1916년에 출판한 책이다. ⟪사회 개조의 원리⟫(Principles of Social Reconstruction)란 제목으로도 알려져 있다. 그의 정치철학은 전쟁을 피하고 자유와 정의가 지배하는 사회로 이 사회를 개량하는 의견을 구체적으로 말한 것이 이 책이며, 국가·전쟁·재산·교육·결혼·종교 등을 다룬 8장으로 구성되어 있다. 이 책에 일관된 사상은 철저한 반전사상(反戰思想)으로서 그런 까닭에 전쟁을 일으키는 인간 행동의 일반 원리를 추구하고 그것을 '충동'이라고 파악한다. 
인간을 움직이는 것은 인간이 갖고 있는 목적이나 욕망이라기보다는 오히려 맹목적인 충동이다. 흔히 말하듯이 전쟁은 경제적 동기 등에 의해 설명되는 것이 아니며, 침략의 '충동'에 의해 일어나는 것이다. 마찬가지로 전쟁에 반대하는 평화주의도 역시 전쟁 반대에의 강한 '충동'을 갖고 있는 것이다. 생명력의 표현이라고 할 수도 있는 인간을 근본으로부터 움직이는 '충동'은 두 가지로 나뉜다. 타인과의 공유를 허용하지 않는 소유물의 획득·확보에 힘쓰는 '소유충동'과 지식·예술·선의와 같은 사적 소유(私的所有)가 불가능한 가치있는 것을 지향하는 '창조적 충동'이 그것이다. 그중 소유충동이 바람직하지 않은 것으로 감소시킬 필요가 있으며, 이 충동이 정치적으로 구체화한 국가, 제도로서의 전쟁, 재산에 대해 구체적 개량안이 제시된다. 그리고 창조적 충동에 바탕을 둔 생활이 가장 좋은 생활이며, 본래 이러한 충동이 구체화된 것이어야 할 교육·결혼·종교도 현재는 그렇지 못하다고 하여 역시 구체적 개량안을 제시한다. 